# Алтаит
Алтаит — редкий минерал класса теллуридов. Химическая формула PbТе. Назван по месту первой находки в 1845 году на Алтае.

## Общее описание
Содержит 60,2—61,3 % Pb и 36,8—38,4 % Те; примеси: Ag, Fe, Cu, S, Se. Нередки тонкие вростки теллуридов золота и серебра, часто встречается в тесных сростках с самородными Au и Ag, галенитом. Сингония кубическая. Цвет оловянно-белый с желтоватым оттенком; характерны бронзово-желтые разводы. Твердость 2,5—3. Плотность 8,2—8,3 г/см3 . Хрупкий. По происхождению гидротермальный. Наряду с другими теллуридами — главный источник попутного получения теллура при металлургической переработке полиметаллических руд.